# رستگار
رستگار نام خانوادگی افراد زیر است:
- وجیهه رستگار
- منصور رستگار فسایی
- آرش رستگار